# Ајрон Сити (Тенеси)
Ајрон Сити (енгл. Iron City) град је у америчкој савезној држави Тенеси.

## Демографија
По попису из 2010. године број становника је 328, што је 40 (-10,9%) становника мање него 2000. године.
| Група             | 2000.       | 2010.       |
| Белци             | 355 (96,5%) | 323 (98,5%) |
| Афроамериканци    | 8 (2,2%)    | 1 (0,3%)    |
| Азијати           | 0 (0,0%)    | 1 (0,3%)    |
| Хиспаноамериканци | 4 (1,1%)    | 2 (0,6%)    |
| Укупно            | 368         | 328         |